# Straight On
Straight On é o segundo álbum de estúdio da banda DeGarmo and Key, lançado em 1979.
O estilo do álbum reflete tendências do Blues-rock, seguindo uma musicalidade mais dinâmica do que o trabalho anterior da banda.

## Faixas
1. "Jericho"
2. "Livin' On The Edge Of Dyin"
3. "Go Tell Them"
4. "Bad Livin"
5. "Enchiridion"
6. "Long Distance Runner"
7. "Let Him Help You Today"
8. "I Never Knew You"
9. "Mary"